# Газорозподільний пункт
Газорозподі́льний пункт (рос.газораспределительный пункт; англ. gas distributing station; нім. Gasverteilungsstelle f) — устаткування, призначене для редукування газу, вимірювання і обліку його витрати, одоризації і розподілу споживачам.
Технологічна схема газорозподільного пункту передбачає:
- робочий і резервний регулятори ліній регулювання тиску газу;
- витратовимірювальні пристрої;
- блок введення одоранту, призначеного для індикації витоків газу з мереж газорозподілу споживача;
- підігрівач газу або пристрій для введення інгібітора гідратоутворення (для забезпечення надійної роботи регуляторів тиску);
- фільтри для очищення газу від твердих механічних домішок;

- систему аварійного захисту і прилади технічного контролю.

Деякі газорозподільні пункти обладнуються оливними пиловловлювачами. Редукування газу від рівня його тиску в магістральному газопроводі до тиску, необхідного споживачам, здійснюється з допомогою регуляторів тиску. Температура газу на вході в літній період 10-25°С; в зимовий, внаслідок зниження температури ґрунту, знижується до −2, −3 °C. Зменшується вона також приблизно на 2 °C в результаті редукування тиску на 1 МПа. Продуктивність газорозподільного пункту 5—50000 м3/год. Менші величини вихідного тиску газу і продуктивності характерні для газорозподільного пункту — невеликих комунально-побутових споживачів, великі — для газорозподільного пункту промислових споживачів.
Основне технологічне і контрольне обладнання газорозподільного пункту розміщується в автономних опалюваних приміщеннях або монтується в металевих шафах на відкритому повітрі, що найхарактерніше для газорозподільного пункту невеликих територіально роззосереджених споживачів. Сучасні газорозподільні пункти працюють автоматично і експлуатуються без постійного обслуговуючого персоналу.